# Fanzin
Fanzin (engl. fanzine, hrv. "glasilo fanova", spoj riječi obožavatelj i časopis ili -zine) neprofesionalna je i neslužbena publikacija koju izrađuju obožavatelji tj. novinari-amateri određenog kulturnog fenomena (kao što je književni ili glazbeni žanr) za druge obožavatelje. Pojam je skovao Russ Chauvenet u znanstvenofantastičnom fanzinu Detours iz listopada 1940. godine te je prvi put populariziran u fandomu znanstvene fantastike, a zatim su ga prihvatile i druge zajednice. Prije toga, na engleskom jeziku fanzini su bili bili poznati kao fanmags ili letterzines. 
Obično izdavači, urednici, pisci i drugi suradnici na člancima ili ilustracijama fanzina nisu plaćeni. Fanzini se tradicionalno distribuiraju besplatno ili uz nominalni trošak za podmirenje poštarine ili troškova proizvodnje. Kopije se često nude u zamjenu za slične publikacije ili za umjetničke doprinose, članke ili komentare koji se zatim objavljuju.
Neke fanzine izrađuju i fotokopiraju amateri koristeći standardnu opremu za uredsko poslovanje. Neka djela raznih profesionalnih pisaca prvo su objavljena u fanzinima; a neki im nastavljaju doprinositi nakon što steknu profesionalni ugled.

## Podrijetlo
Podrijetlo ovakvih amaterskih publikacija je nejasno, ali se može pratiti barem do književnih grupa koje su nastale u 19. stoljeću u Sjedinjenim Državama kada dolazi do formiranja amaterskih novinarskih udruženja koja su objavljivala zbirke amaterske fikcije, poezije i komentara, kao što je H.P. Lovecraftov United Amateur.
Kako je napredovala profesionalna tiskarska tehnologija, napredovala je i tehnologija samih fanzina. Rani fanzini bili su ručno crtani ili tipkani na ručnom pisaćem stroju i tiskani primitivnim tehnikama reprodukcije. Odjednom se mogao napraviti samo vrlo mali broj primjeraka pa je naklada bila izrazito ograničena. Korištenje mimeografskih strojeva omogućilo je veće naklade tiska, a fotokopirni stroj ponovno je povećao brzinu i jednostavnost objavljivanja. Danas, zahvaljujući pojavi stolnog izdavaštva i samizdata često postoji mala razlika između izgleda fanzina i profesionalnog časopisa.

## Fanzinski žanrovi

### Znanstvena fantastika
Godine 1926. Hugo Gernsback objavio je prvi znanstvenofantastični časopis, Amazing Stories. U njemu se nalazila velika kolumna koja je sadržavala adrese čitatelja. Do godine 1927. čitatelji, često mlađe osobe, pisali bi jedni drugima te su tako zaobilazili sam časopis.    
Rani napori s izdavanjem fanzina uključivali su jednostavne kopije, ali to se pokazalo nedovoljnim. Prvi znanstvenofantastični fanzin, The Comet, objavio je 1930. godine Znanstveni dopisnički klub u Chicagu, a uređivali su ga Raymond A. Palmer i Walter Dennis.

### Mediji
Fanzini vezani uz medije bili su izvorno samo podžanr ZF fanzina. Prvi fanzin vezan uz medije bila je publikacija obožavatelja Zvjezdanih staza pod nazivom Spockanalia, a objavljena je u rujnu 1967. godine :1. Uslijedili su mnogi drugi zinovi koji su se ticali Zvjezdanih staza.
Još jedna popularna franšiza za fanzine bili su Ratovi zvijezda. U vrijeme kada je film Imperij uzvraća udarac 1980. godine objavljen, fanzini o Ratovima zvijezda nadmašili su zinove Zvjezdanih staza u prodaji. Za ove fanzine, značajan je događaj iz 1981. godine kada je redatelj Ratova zvijezda George Lucas zaprijetio tužbom izdavačima fanzina koji su distribuirali zinove u kojima se pojavljuju likovi iz Ratova zvijezda u seksualno eksplicitnim pričama ili umjetninama.

### Stripovi
O stripovima se raspravljalo već kasnih 1930-ih u fanzinima fandoma znanstvene fantastike. Godine 1960. Richard i Pat Lupoff pokrenuli su svoj fanzin za znanstvenu fantastiku i stripove Xero. Jedan od prvih britanskih strip fanzina bio je KA-POW Phila Clarkea, koji je pokrenut 1967. godine

### Rock and roll
Sredinom 1960-ih, nekoliko obožavatelja koji su bili aktivni u znanstvenoj fantastici i stripovima prepoznalo je zajednički interes za rock glazbu i tako je rođen rock fanzin. Paul Williams i Greg Shaw bili su dva takva obožavatelja znanstvene fantastike koji su postali urednici rock zina. Williamsov Crawdaddy! (1966.) i dva Shawova zina sa sjedištem u Kaliforniji, Mojo Navigator iz 1966. godine (puni naslov " Mojo-Navigator Rock and Roll News ") te Who Put the Bomp iz 1970.godine među najvažnijim su ranim rock fanzinima.

### Punk

#### Ujedinjeno Kraljevstvo
Punk subkultura u Ujedinjenom Kraljevstvu potaknula je porast interesa za fanzine kao alternativu etabliranim tiskanim medijima. Prvi i još uvijek najpoznatiji britanski punk zine bio je Sniffin' Glue, koji je producirao obožavatelj punka Mark Perry. Prvo izdanje producirao je Perry odmah nakon (i kao odgovor na) londonski debi The Ramonesa 4. srpnja 1976. godine.

#### Sjedinjene Američke Države
U SAD-u su Flipside i Slash bili važni punk zinovi za scenu Los Angelesa, a obasu nastala 1977. godine. Među kasnijim naslovima, Maximum RocknRoll je glavni punk časopis s više od 300 objavljenih izdanja. Rezultat, dijelom, popularnog i komercijalnog oživljavanja punka u kasnim 1980-im pojava je fanzina kao što su: Punk Planet, Razorcake, Tail Spins, Sobriquet, Profane Existence i Slug and Lettuce.
Mnogi punk fanzini tiskani su u malim količinama i promovirali su lokalnu scenu. Često su bili jeftino fotokopirani i mnogi nikada nisu preživjeli nekoliko izdanja. Njihov najveći doprinos bio je u promicanju punk glazbe, odjeće i načina života u svojim lokalnim zajednicama. 

### Nakon 2000. godine
U Velikoj Britaniji Fracture i Reason To Believe bili su značajni fanzini početkom 2000-ih, ali su oba prestala s objavljivalnjem krajem 2003. godine U cijeloj Velikoj Britaniji postoji mnogo manjih fanzina koji se fokusiraju na punk.

## Fanzini u Hrvatskoj
Počeci fanzinske scene u SR Hrvatskoj sežu u drugu polovicu 70-ih godina 20. stoljeća te su bili usko vezani uz novi val i punk subkulturu. Zbog političke situacije i loših tehničkih uvjeta fanzini su pravi "boom" doživjeli nešto kasnije. Naime, nakon propasti Hrvatskog proljeća bilo je neprihvatljivo samostalno umnožavati bilo kakvu literaturu, a šapirograf (stroja za ručno umetanje tekstova i/ili crteža) trebalo je prijaviti. Nakon smrti Josipa Broza Tita 1980. godine dolazi do postupne liberazlizacije društva te slabljenja centralne vlasti, a to dovodi do stvaranja preduvjeta za razvoj fanzinske scene. Povoljnije političko okruženje i dostupnost fotokopirnih uređaja olakšala je proizvodnju fanzina. Zagrebački punk fanzin Utopija izlazi 1986. godine, a iste godine izlazi i karlovački fanzin Corpus Delicti. Zbog početka Domovinskog rata dolazi do zatišja glede objavljivanja fanzina, no 1992. i 1993. pojavljuju se neki novi fanzini. To su: In medias res, Warhead, Fecal Forces, United Blood itd. Svi navedeni fanzini pokrivali su uradi-sam, anarho, punk i hardcore scenu, a prema Goranu Pavliću zajednički im je bio i opozicijski stav prema mainstreamu koji je bio prožet nacionalizmom. Većina fanzina koji su izlazili u 90-ima imala je sličnu strukturu: razgovore s bandovima, prikaz scene u raznim gradovima, recenzije audio kazeta, ploča i drugih fanzina, osobna razmišljanja autora o politici, društvu, sceni itd., gostujuće kolumne i pisma čitatelja te distribucijske liste (tzv. distro liste).
21. stoljeće
Vrijedi istaknuti stvaranje mrežne stranice fanzini.hr 2015. godine. Ona je djelovala neko vrijeme, a to je bio digitalizirani dio arhiva Autonomnog centra ACT, koji se vodio u sklopu Knjižnice i čitaonice Tabula Rasa, a u kojem je bilo prikupljeno, razvrstano, digitalizirano i dostupno za čitanje preko 2000 domaćih i stranih fanzina. 
Udruga Komikaze objavljuje strip webzine. U travnju 2022. objavljen je 59. broj njihova webzina.

### Hrvatski fanzini
Corpus Delicti 
Corpus Delicti jedan je od prvih fanzina u Hrvatskoj pokrenut 1984. godine pod ujecajem slovenskih fanzina Vrnitev odpisanih) te europske fanzinske scene. Fanzin donosi intervju s poznatijim svjetskim hardcorepunk bendovima (DRI, Suicidal Tendencies, Accused, Heimat Los i dr.), donosi rivjue s koncerata u Jugoslaviji, recenzije ploča, kazeta i fanzina. Fanzin je pokrenuo Vedran Mikšić s prijateljima i suradnicima iz Pule, Ljubljane, Beograda, Zagreba. Povremeno izlazi kao split zine s karlovačkim Black Side fanzinom iza koga stoji Duško Buić - Dule.
</ref>
 Parsek 
Parsek je PARadoksalno SEKularno glasilo Društva za znanstvenu fantastiku SFera iz Zagreba. Izlazi kvartalno i još ponekad, a može se čitati u tiskanom i online izdanju. Uredništvo čine Mirko Karas i Dalibor Perković.
In Medias Res
Urednik fanzina In Medias Res bio je Marko Strpić. Ovaj je fanzin počeo izlaziti 1994. godine. Uglavnom se bavio temama bliskima anarhizmu.
Ispod pločnika
Naveden je kao slododarski dvomjesečnik.
Izložba RETROVIZOR: fanzini u Hrvatskoj
U sklopu projekta "Aktivni arhivi za aktivno znanje" organizirana je izložba “RETROVIZOR: fanzini u Hrvatskoj” Izložba je bila otvorena 15. lipnja 2018. godine te se mogla pogledati u izlogu Kluba Booksa do 26. kolovoza 2018. 
Izložba je nastala u sklopu projekta Aktivni arhivi za aktivno znanje: mladi u Centru za dokumentiranje nezavisne kulture, koji je u akademskoj godini 2017./2018. provodila Udruga za promicanje kultura Kulturtreger u partnerstvu s Odsjekom za informacijske i komunikacijske znanosti Filozofskog fakulteta Sveučilišta u Zagrebu, a uz potporu Ministarstva za demografiju, obitelj, mlade i socijalnu politiku Republike Hrvatske.
U sklopu izložbe nastao je i fanzin. Fanzin sadrži popis fanzina u Republici Hrvatskoj (lista s oko 240 fanzina).

## Nedavni razvoj
Sa sve većom dostupnošću Interneta krajem 20. i početkom 21. stoljeća, tradicionalni papirnati časopis počeo je ustupati mjesto webzinu (ili "e-zinu") koji je lakše proizvoditi i koji koristi potencijal interneta kako bi se dosegnula sve veća publika. Ipak, tiskani fanzini se i dalje proizvode, bilo zbog preferencije formata ili kako bi doprijeli do ljudi koji nemaju pristup internetu.

## Daljnje čitanje
- Schelly, Bill. 1995. The Golden Age of Comic Fandom. Introduction by Roy Thomas. Hamster Press. Seattle, WA. ISBN 978-0964566903
- Lupoff, Richard A. "Dick"; Thompson, Don, ur. 1970. All in Color for a Dime. Arlington House. New Rochelle, N.Y.. ISBN 978-0870000621

## Vanjske poveznice
- Zine Libraries Barnard College
- Zbirke povezane  Arhivirana inačica izvorne stranice od 8. travnja 2022. (Wayback Machine) s fandomima u knjižnici Sveučilišta Iowa
- "How the fanzine refused to die". The Guardian. 2. veljače 2009.

*